# La Garde (Alpes-de-Haute-Provence)
La Garde ist eine französische Gemeinde mit 126 Einwohnern (Stand 1. Januar 2022) im Département Alpes-de-Haute-Provence in der Region Provence-Alpes-Côte d’Azur. Sie gehört zum Kanton Castellane im Arrondissement Castellane. Die Bewohner nennen sich die Gardois.

## Geographie
Die angrenzenden Gemeinden sind Demandolx im Norden, Soleilhas (Berührungspunkt) im Nordosten, Peyroules im Osten, Châteauvieux im Südosten und Castellane im Süden und im Westen. Ungefähr 630 Hektar der Gemeindegemarkung sind bewaldet. 

### Erhebungen
- Destourbes, 1543 m im Westen
- La Colline de Sebet, 1238 m im Süden
- La crête du Teillon, 1893 m im Osten
- La crête de Rus culmine, 1481 m, 1481 m

## Bevölkerungsentwicklung
| Jahr      | 1962 | 1968 | 1975 | 1982 | 1990 | 1999 | 2008 | 2016 |
| --------- | ---- | ---- | ---- | ---- | ---- | ---- | ---- | ---- |
| Einwohner | 68   | 54   | 65   | 68   | 88   | 56   | 89   | 75   |

## Sehenswürdigkeiten
- Kirche Notre-Dame-des-Ormeaux
- Kapelle Saint-Martin
- Kapelle Saint-Sébastien
- Kapelle Sainte-Anne

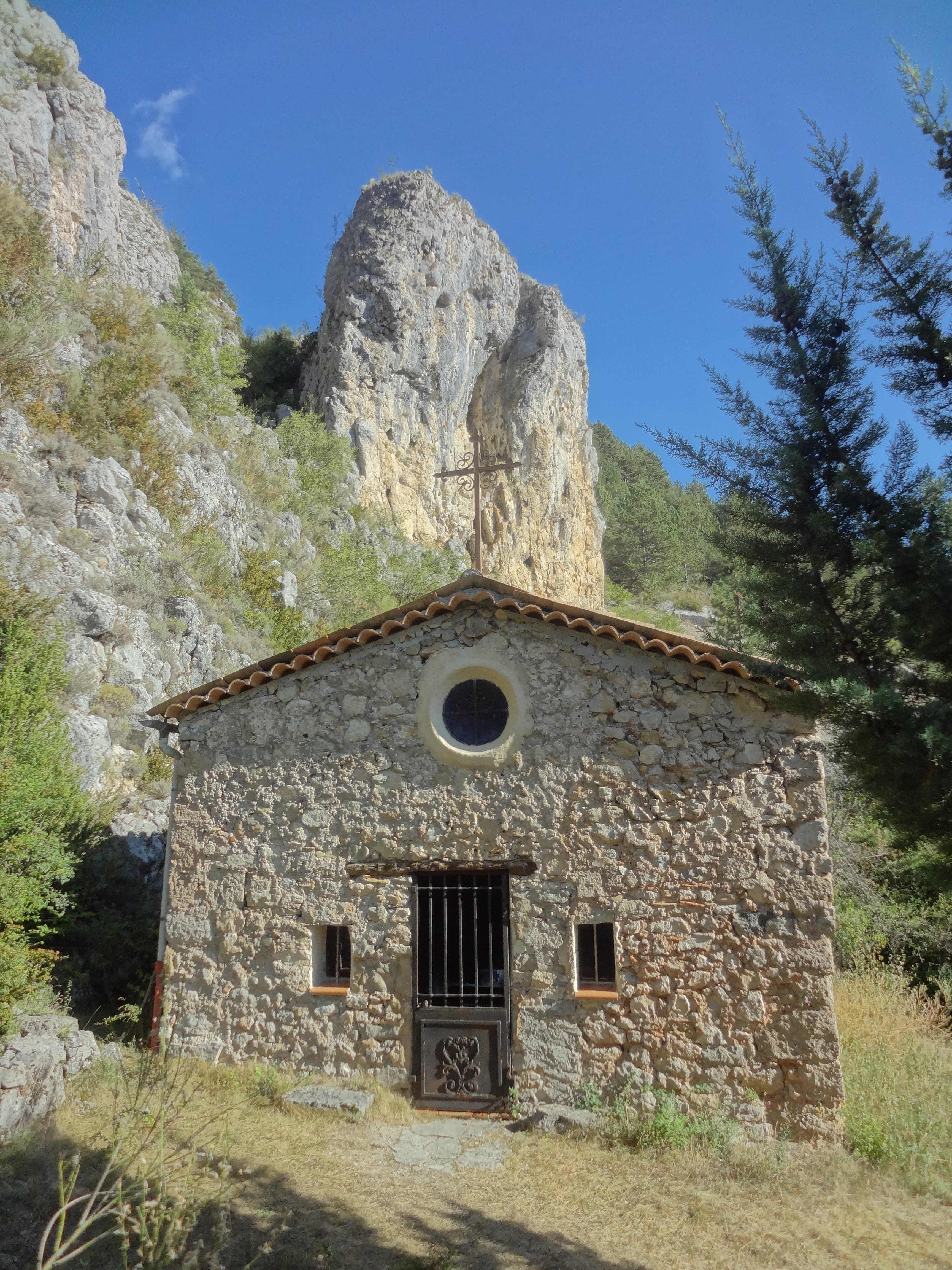
Nordwestfassade der Kapelle Saint-Martin
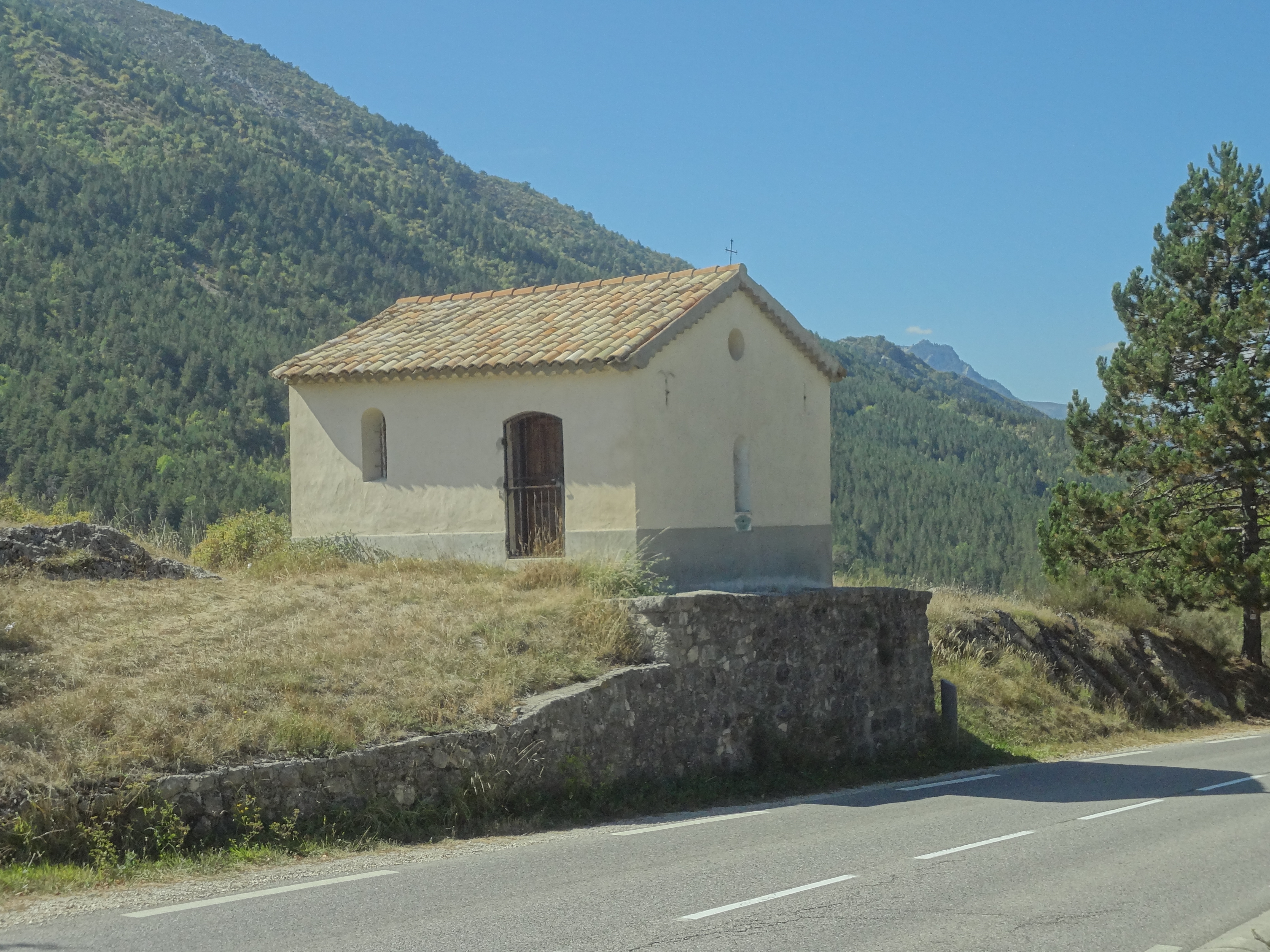
Südostfassade der Kapelle Saint-Sébastien
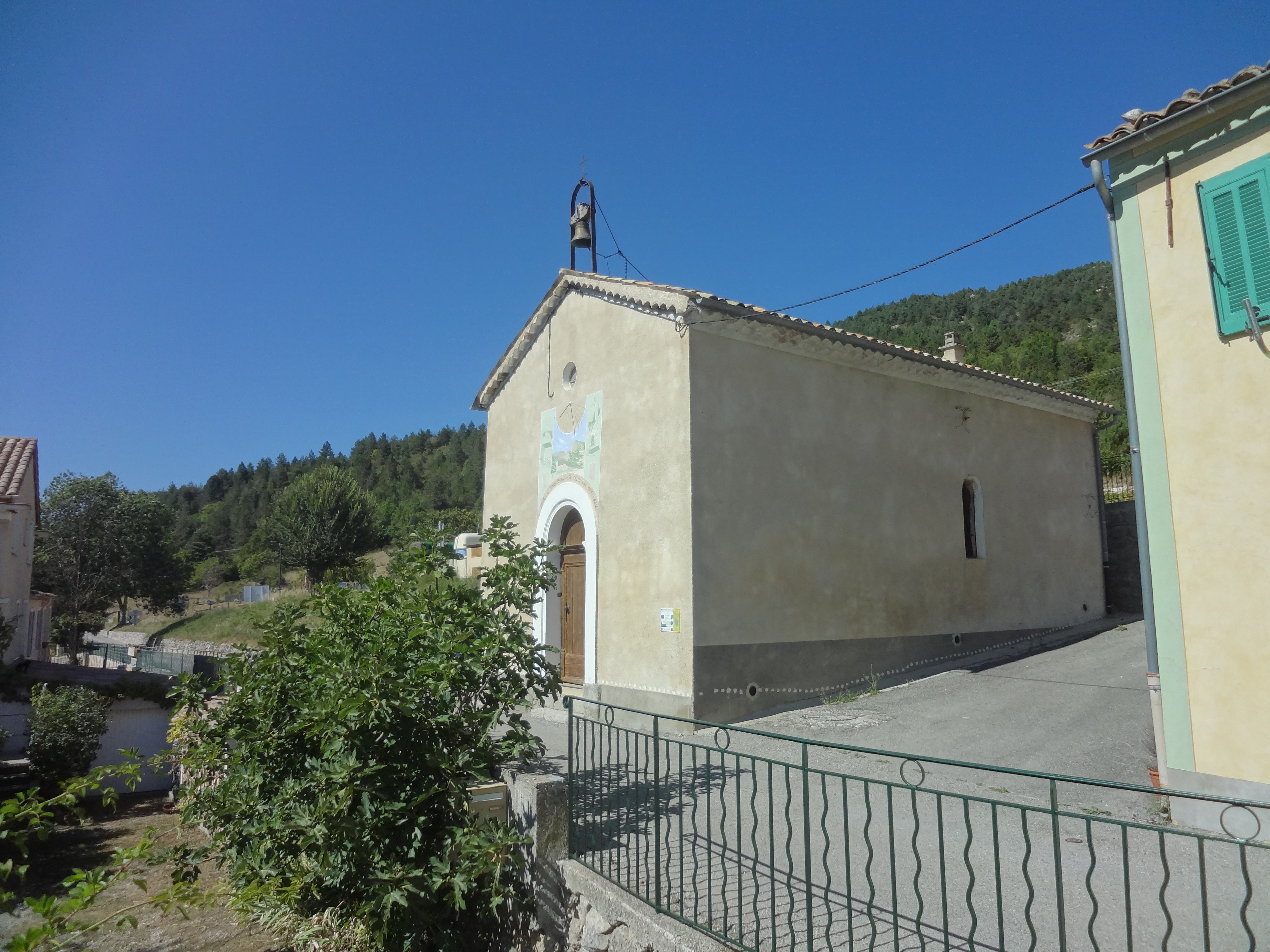
Südfassade der Kapelle Sainte-Anne
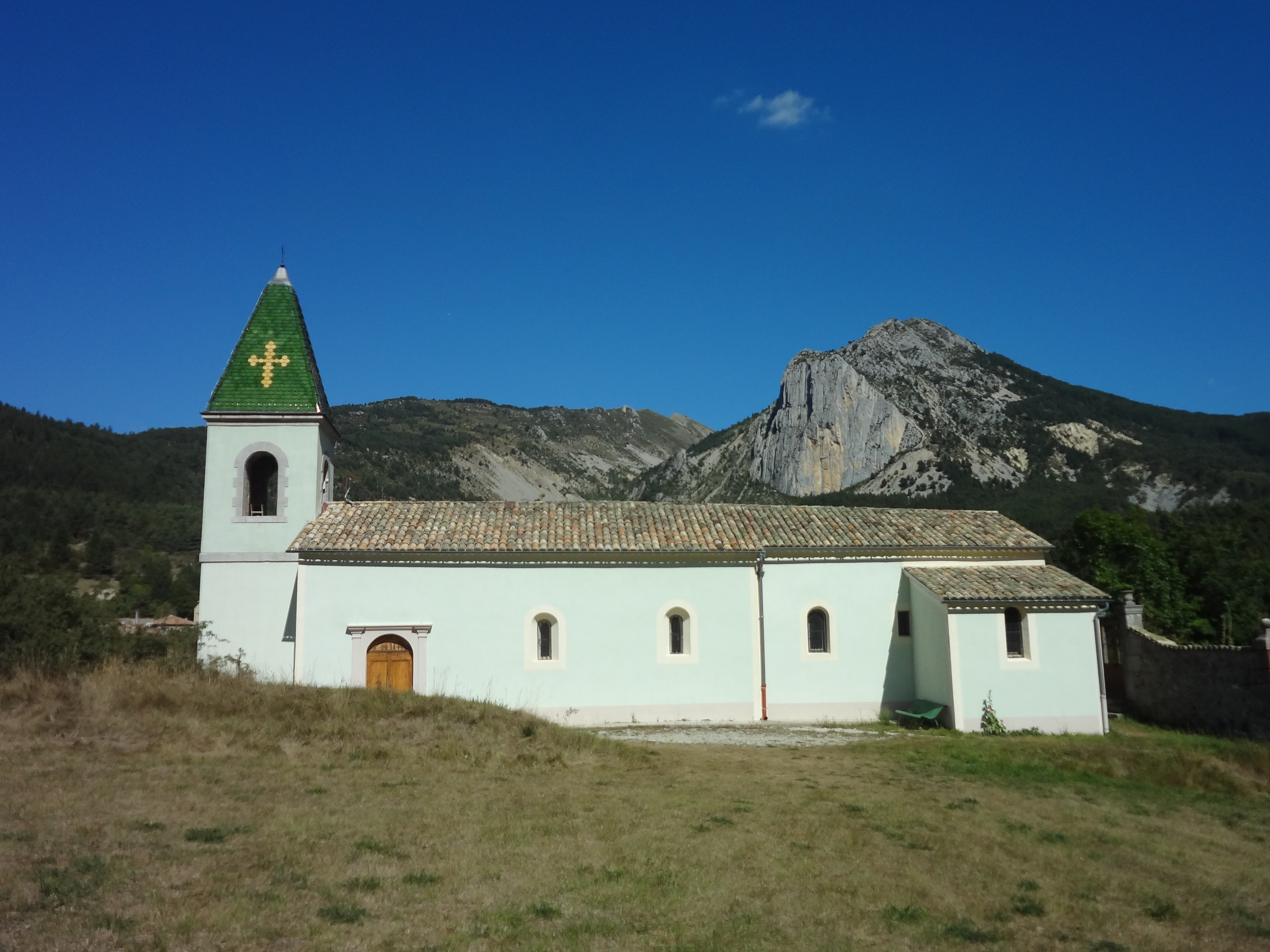
Südfassade der Kirche Notre-Dame-des-Ormeaux